# پاپاتسر
پاپاتسر (به مجاری:  Pápateszér) یک شهرداری در مجارستان است که در ناحیه پاپا واقع شده‌است. پاپاتسر ۳۰٫۷۴ کیلومتر مربع مساحت و ۱٬۲۵۵ نفر جمعیت دارد.